# Hamzafakılı, Ereğli
Hamzafakılı là một xã thuộc huyện Ereğli, tỉnh Zonguldak, Thổ Nhĩ Kỳ. Dân số thời điểm năm 2011 là 1228 người.